# Bec du Corbeau
Bec du Corbeau är en bergstopp i Schweiz.   Den ligger i distriktet Monthey och kantonen Valais, i den sydvästra delen av landet, 90 km sydväst om huvudstaden Bern. Toppen på Bec du Corbeau är 1 991 meter över havet, eller 231 meter över den omgivande terrängen. Bredden vid basen är 1,5 km.
Terrängen runt Bec du Corbeau är bergig åt nordost, men åt sydväst är den kuperad. Närmaste större samhälle är Monthey, 7,5 km öster om Bec du Corbeau. 
I omgivningarna runt Bec du Corbeau växer i huvudsak blandskog. Runt Bec du Corbeau är det tätbefolkat, med 297 invånare per kvadratkilometer.